# Campeonato Mundial de Ginástica Artística - Barra fixa
A competição masculina de barra fixa foi um evento inaugural do Campeonato Mundial de Ginástica Artística. Tem sido realizada em todos os anos desde a sua criação.
Três medalhas são concedidas: ouro para o primeiro lugar, prata para o segundo lugar e bronze para o terceiro lugar. Os métodos de desempate não foram usados em todos os anos. Em caso de empate entre dois ginastas, ambos os nomes são listados, e a posição seguinte (segundo por empate para o primeiro, terceiro por empate para o segundo) fica em branco porque não foi concedida medalha para aquela posição. Se três ginastas empatarem em uma posição, as duas posições seguintes ficam vazias.

## Medalhistas
Bold numbers in brackets denotes record number of victories.
| Ano       | Local                                          | Ouro                                           | Prata                                                   | Bronze                                         |
| --------- | ---------------------------------------------- | ---------------------------------------------- | ------------------------------------------------------- | ---------------------------------------------- |
| 1903      | Antuérpia                                      | Joseph Martinez                                | Jules Lecoutre Pierre Payssé Charles van Hulle          | —                                              |
| 1905      | Bordeaux                                       | Marcel Lalu                                    | Joseph Martinez                                         | Lucien Démanet Pierre Payssé                   |
| 1907      | Praga                                          | Georges Charmoille František Erben             | —                                                       | Jules Rolland                                  |
| 1909      | Luxemburgo                                     | Joseph Martinez                                | Josef Čada · František Erben · Áustria-Hungria K. Fuchs | —                                              |
| 1911      | Turin                                          | Josef Čada                                     | Marco Torrès                                            | Guido Romano Svatopluk Svoboda                 |
| 1913      | Paris                                          | Josef Čada Marco Torrès                        | —                                                       | A. Demol Osvaldo Palazzi Josef Sykora          |
| 1915–1917 | Não realizado devido à Primeira Guerra Mundial | Não realizado devido à Primeira Guerra Mundial | Não realizado devido à Primeira Guerra Mundial          | Não realizado devido à Primeira Guerra Mundial |
| 1922      | Liubliana                                      | Miroslav Klinger Leon Štukelj Peter Šumi       | —                                                       | —                                              |
| 1926      | Lyon                                           | Leon Štukelj                                   | Josip Primožič                                          | Ladislav Vácha                                 |
| 1930      | Luxemburgo                                     | István Pelle                                   | Miklós Péter                                            | Leon Štukelj                                   |
| 1934      | Budapeste                                      | Ernst Winter                                   | Georges Miez Heinz Sandrock                             | —                                              |
| 1938      | Praga                                          | Michael Reusch                                 | Alois Hudec                                             | Walter Beck                                    |
| 1942      | Não realizado devido à Segunda Guerra Mundial  | Não realizado devido à Segunda Guerra Mundial  | Não realizado devido à Segunda Guerra Mundial           | Não realizado devido à Segunda Guerra Mundial  |
| 1950      | Basel                                          | Paavo Aaltonen                                 | Veikko Huhtanen                                         | Walter Lehmann Josef Stalder                   |
| 1954      | Roma                                           | Valentin Muratov                               | Helmut Bantz Boris Shakhlin                             | —                                              |
| 1958      | Moscou                                         | Boris Shakhlin                                 | Albert Azaryan                                          | Masao Takemoto Yuri Titov                      |
| 1962      | Praga                                          | Takashi Ono                                    | Yukio Endō Pavel Stolbov                                | —                                              |
| 1966      | Dortmund                                       | Akinori Nakayama                               | Yukio Endō                                              | Takashi Mitsukuri                              |
| 1970      | Liubliana                                      | Eizō Kenmotsu                                  | Akinori Nakayama                                        | Takuji Hayata Klaus Köste                      |
| 1974      | Varna                                          | Eberhard Gienger                               | Wolfgang Thüne                                          | Eizō Kenmotsu Andrzej Szajna                   |
| 1978      | Estrasburgo                                    | Shigeru Kasamatsu                              | Eberhard Gienger                                        | Stoyan Deltchev Gennady Krysin                 |
| 1979      | Fort Worth                                     | Kurt Thomas                                    | Aleksandr Tkachyov                                      | Alexander Dityatin                             |
| 1981      | Moscou                                         | Aleksandr Tkachyov                             | Artur Akopyan Eberhard Gienger                          | —                                              |
| 1983      | Budapeste                                      | Dmitry Bilozerchev                             | Alexander Pogorelov Philippe Vatuone                    | —                                              |
| 1985      | Montreal                                       | Tong Fei                                       | Sylvio Kroll                                            | Mitsuaki Watanabe                              |
| 1987      | Rotterdam                                      | Dmitry Bilozerchev                             | Curtis Hibbert                                          | Holger Behrendt Zsolt Borkai                   |
| 1989      | Stuttgart                                      | Li Chunyang                                    | Vladimir Artemov                                        | Yukio Iketani                                  |
| 1991      | Indianápolis                                   | Ralf Büchner Li Chunyang                       | —                                                       | Vitaly Scherbo                                 |
| 1992      | Paris                                          | Hrihoriy Misyutin                              | Li Jing                                                 | Ihor Korobchynskyi                             |
| 1993      | Birmingham                                     | Sergey Kharkov                                 | Marius Gherman                                          | Zoltán Supola                                  |
| 1994      | Brisbane                                       | Vitaly Scherbo                                 | Zoltán Supola                                           | Ivan Ivankov                                   |
| 1995      | Sabae                                          | Andreas Wecker                                 | Yoshiaki Hatakeda                                       | Krasimir Dunev Zhang Jinjing                   |
| 1996      | San Juan                                       | Jesús Carballo                                 | Krasimir Dunev                                          | Vitaly Scherbo                                 |
| 1997      | Lausana                                        | Jani Tanskanen                                 | Jesús Carballo                                          | Oleksandr Beresch                              |
| 1999      | Tianjin                                        | Jesús Carballo                                 | Alexander Jeltkov                                       | Yang Wei                                       |
| 2001      | Gante                                          | Vlasios Maras                                  | Oleksandr Beresch Philippe Rizzo                        | —                                              |
| 2002      | Debrecen                                       | Vlasios Maras                                  | Ivan Ivankov Aljaž Pegan                                | —                                              |
| 2003      | Anaheim                                        | Takehiro Kashima                               | Igor Cassina                                            | Alexei Nemov                                   |
| 2005      | Melbourne                                      | Aljaž Pegan                                    | Yann Cucherat                                           | Valeriy Honcharov                              |
| 2006      | Aarhus                                         | Philippe Rizzo                                 | Aljaž Pegan                                             | Vlasios Maras                                  |
| 2007      | Stuttgart                                      | Fabian Hambüchen                               | Aljaž Pegan                                             | Hisashi Mizutori                               |
| 2009      | Londres                                        | Zou Kai                                        | Epke Zonderland                                         | Igor Cassina                                   |
| 2010      | Rotterdam                                      | Zhang Chenglong                                | Epke Zonderland                                         | Fabian Hambüchen                               |
| 2011      | Tóquio                                         | Zou Kai                                        | Zhang Chenglong                                         | Kōhei Uchimura                                 |
| 2013      | Antuérpia                                      | Epke Zonderland                                | Fabian Hambüchen                                        | Kōhei Uchimura                                 |
| 2014      | Nanning                                        | Epke Zonderland                                | Kōhei Uchimura                                          | Marijo Možnik                                  |
| 2015      | Glasgow                                        | Kōhei Uchimura                                 | Danell Leyva                                            | Manrique Larduet                               |
| 2017      | Montreal                                       | Tin Srbić                                      | Epke Zonderland                                         | Bart Deurloo                                   |
| 2018      | Doha                                           | Epke Zonderland (3)                            | Kōhei Uchimura                                          | Sam Mikulak                                    |
| 2019      | Stuttgart                                      | Arthur Mariano                                 | Tin Srbić                                               | Artur Dalaloyan                                |
| 2021      | Kitakyushu                                     | Hu Xuwei                                       | Daiki Hashimoto                                         | Brody Malone                                   |
| 2022      | Liverpool                                      | Brody Malone                                   | Daiki Hashimoto                                         | Arthur Mariano                                 |

## Quadro de medalhas geral
Última atualização após o Campeonato Mundial de 2022.
| Pos.                | País                | Ouro | Prata | Bronze | Total |
| ------------------- | ------------------- | ---- | ----- | ------ | ----- |
| 1                   | China               | 7    | 2     | 2      | 11    |
| 2                   | Japão               | 6    | 8     | 9      | 23    |
| 3                   | União Soviética     | 5    | 7     | 4      | 16    |
| 4                   | França              | 5    | 6     | 3      | 14    |
| 5                   | Alemanha            | 4    | 2     | 1      | 7     |
| 6                   | Países Baixos       | 3    | 3     | 1      | 7     |
| 7                   | Boémia [a]          | 3    | 2     | 2      | 7     |
| 8                   | Iugoslávia          | 3    | 1     | 1      | 5     |
| 9                   | Estados Unidos      | 2    | 1     | 2      | 5     |
| 10                  | Espanha             | 2    | 1     | 0      | 3     |
| 10                  | Finlândia           | 2    | 1     | 0      | 3     |
| 12                  | Grécia              | 2    | 0     | 1      | 3     |
| 13                  | Alemanha Ocidental  | 1    | 3     | 0      | 4     |
| 13                  | Eslovénia           | 1    | 3     | 0      | 4     |
| 15                  | Hungria             | 1    | 2     | 2      | 5     |
| 16                  | Suíça               | 1    | 1     | 3      | 5     |
| 17                  | Bielorrússia        | 1    | 1     | 2      | 4     |
| 18                  | Croácia             | 1    | 1     | 1      | 3     |
| 18                  | Tchecoslováquia     | 1    | 1     | 1      | 3     |
| 20                  | Austrália           | 1    | 1     | 0      | 2     |
| 21                  | Rússia              | 1    | 0     | 2      | 3     |
| 22                  | Brasil              | 1    | 0     | 1      | 2     |
| 22                  | CEI [c]             | 1    | 0     | 1      | 2     |
| 24                  | Alemanha Oriental   | 0    | 2     | 2      | 4     |
| 25                  | Canadá              | 0    | 2     | 0      | 2     |
| 26                  | Itália              | 0    | 1     | 3      | 4     |
| 27                  | Bulgária            | 0    | 1     | 2      | 3     |
| 27                  | Ucrânia             | 0    | 1     | 2      | 3     |
| 29                  | Bélgica             | 0    | 1     | 1      | 2     |
| 30                  | Roménia             | 0    | 1     | 0      | 1     |
| 30                  | Áustria-Hungria [b] | 0    | 1     | 0      | 1     |
| 32                  | Cuba                | 0    | 0     | 1      | 1     |
| 32                  | Polónia             | 0    | 0     | 1      | 1     |
| Total (33 entradas) | Total (33 entradas) | 55   | 57    | 51     | 163   |

Notes
- ↑[a]  Documentos da FIG creditam as medalhas conquistadas por atletas da Boêmia como medalhas para a Tchecoslováquia.
- ↑[b]  Documentos da FIG creditam as medalhas conquistadas por atletas da Áustria-Hungria como medalhas para a Iugoslávia.
- ↑[c]  Documentos da FIG creditam as medalhas conquistadas por atletas da antiga União Soviética no Campeonato Mundial de Ginástica Artística de 1992 em Paris, França, como medalhas para CEI (Comunidade de Estados Independentes).

## Múltiplos medalhistas
| Pos. | Ginasta            | Nação                          | Anos      | Ouro | Prata | Bronze | Total |
| ---- | ------------------ | ------------------------------ | --------- | ---- | ----- | ------ | ----- |
| 1    | Epke Zonderland    | Países Baixos                  | 2009–2018 | 3    | 3     | 0      | 6     |
| 2    | Josef Čada         | Boémia                         | 1909–1913 | 2    | 1     | 0      | 3     |
| 2    | Jesús Carballo     | Espanha                        | 1996–1999 | 2    | 1     | 0      | 3     |
| 2    | Joseph Martinez    | França                         | 1903–1909 | 2    | 1     | 0      | 3     |
| 5    | Vlasios Maras      | Grécia                         | 2001–2006 | 2    | 0     | 1      | 3     |
| 5    | Leon Štukelj       | Iugoslávia                     | 1922–1930 | 2    | 0     | 1      | 3     |
| 7    | Dmitry Bilozerchev | União Soviética                | 1983–1987 | 2    | 0     | 0      | 2     |
| 7    | Li Chunyang        | China                          | 1989–1991 | 2    | 0     | 0      | 2     |
| 7    | Zou Kai            | China                          | 2009–2011 | 2    | 0     | 0      | 2     |
| 10   | Aljaž Pegan        | Eslovênia                      | 2002–2007 | 1    | 3     | 0      | 4     |
| 11   | Kōhei Uchimura     | Japão                          | 2011–2018 | 1    | 2     | 2      | 5     |
| 12   | Eberhard Gienger   | Alemanha Ocidental             | 1974–1981 | 1    | 2     | 0      | 3     |
| 13   | Fabian Hambüchen   | Alemanha                       | 2007–2013 | 1    | 1     | 1      | 3     |
| 14   | František Erben    | Boémia                         | 1907–1909 | 1    | 1     | 0      | 2     |
| 14   | Akinori Nakayama   | Japão                          | 1966–1970 | 1    | 1     | 0      | 2     |
| 14   | Philippe Rizzo     | Austrália                      | 2001–2006 | 1    | 1     | 0      | 2     |
| 14   | Boris Shakhlin     | União Soviética                | 1954–1958 | 1    | 1     | 0      | 2     |
| 14   | Tin Srbić          | Croácia                        | 2017–2019 | 1    | 1     | 0      | 2     |
| 14   | Aleksandr Tkachyov | União Soviética                | 1979–1981 | 1    | 1     | 0      | 2     |
| 14   | Marco Torrès       | França                         | 1911–1913 | 1    | 1     | 0      | 2     |
| 14   | Zhang Chenglong    | China                          | 2010–2011 | 1    | 1     | 0      | 2     |
| 22   | Vitaly Scherbo     | União Soviética · Bielorrússia | 1991–1996 | 1    | 0     | 2      | 3     |
| 23   | Eizō Kenmotsu      | Japão                          | 1970–1974 | 1    | 0     | 1      | 2     |
| 23   | Brody Malone       | Estados Unidos                 | 2021–2022 | 1    | 0     | 1      | 2     |
| 23   | Arthur Mariano     | Brasil                         | 2019–2022 | 1    | 0     | 1      | 2     |
| 26   | Yukio Endō         | Japão                          | 1962–1966 | 0    | 2     | 0      | 2     |
| 26   | Daiki Hashimoto    | Japão                          | 2021–2022 | 0    | 2     | 0      | 2     |
| 28   | Oleksandr Beresch  | Ucrânia                        | 1997–2001 | 0    | 1     | 1      | 2     |
| 28   | Igor Cassina       | Itália                         | 2003–2009 | 0    | 1     | 1      | 2     |
| 28   | Krasimir Dunev     | Bulgária                       | 1995–1996 | 0    | 1     | 1      | 2     |
| 28   | Ivan Ivankov       | Bielorrússia                   | 1994–2002 | 0    | 1     | 1      | 2     |
| 28   | Pierre Payssé      | França                         | 1903–1905 | 0    | 1     | 1      | 2     |
| 28   | Zoltán Supola      | Hungria                        | 1993–1994 | 0    | 1     | 1      | 2     |